# Laódice de Siria

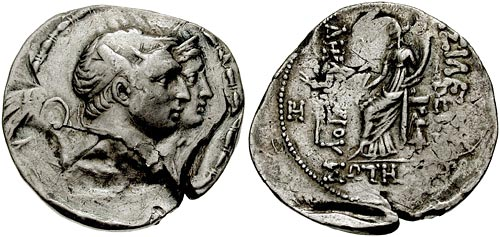
Monédas usadas en la antigüedad con la cara de Demetrio y Laodike

Laódice (m. 150 a. C.) fue una princesa de la dinastía Seléucida. Era la hija del rey Seleuco IV Filopátor y de Laódice IV. Se convirtió en reina de Macedonia por su matrimonio con Perseo el último rey de la dinastía de los Antigónidas. Tras la derrota de Macedonia ante Roma, regresó a Siria, donde vivió en la corte de su hermano, Demetrio I Sóter.